# Kowloon Park
Kowloon Park är en park i Hongkong (Kina). Den ligger i den centrala delen av Hongkong. Kowloon Park ligger 17 meter över havet. Arean är 13,3 kvadratkilometer.
Terrängen runt Kowloon Park är kuperad österut, men västerut är den platt. Havet är nära Kowloon Park västerut.  Centrala Hongkong ligger 2,1 km sydväst om Kowloon Park. I omgivningarna runt Kowloon Park växer i huvudsak städsegrön lövskog.